# Vadonia soror
Vadonia soror är en skalbaggsart. Vadonia soror ingår i släktet Vadonia och familjen långhorningar.

## Underarter
Arten delas in i följande underarter:
- V. s. soror
- V. s. tauricola